# 8447 Cornejo
8447 Cornejo este un asteroid din centura principală, descoperit pe 16 iulie 1974, de Observatorio Félix Aguilar.